# Бофцхајм
Бофцхајм (фр. Boofzheim) насеље је и општина у источној Француској у региону Алзас, у департману Доња Рајна која припада префектури Селестат Ерштајн.
По подацима из 2011. године у општини је живело 1213 становника, а густина насељености је износила 101,59 становника/km². Општина се простире на површини од 11,94 km². Налази се на средњој надморској висини од 159 метара (максималној 161 m, а минималној 155 m).

## Демографија
| 1962. | 1968. | 1975. | 1982. | 1990. | 1999. | 2011. |
| ----- | ----- | ----- | ----- | ----- | ----- | ----- |
| 784   | 825   | 899   | 1.052 | 1.065 | 1.030 | 1.213 |

График промене броја становника у току последњих година